# Éurito (hijo de Augías)
En la mitología griega, Éurito era un príncipe de Élide, hijo del rey Augías. Heracles quería vengarse de su padre por no haber cumplido Augías la promesa de entregarle la décima parte de su ganado si lograba limpiarle los establos en un solo día así que logró reclutar todo un ejército entre los pueblos del Peloponeso para derrotar a Augías, pero los dos hermanos denominados los moliones, que comandaban el ejército de Augías, consiguieron frenar sus ataques y lograr numerosas bajas en sus filas, como la de Ificles, el hermano mellizo del mismo Heracles. Al no poder matar a los generales eleos en combate, acudió a un festival en la ciudad de Cleonas en honor a Poseidón (era la tercera edición de los Juegos Ístmicos) y tendió una emboscada en la que murieron Éurito, el hijo de Augías que encabezaba la procesión en honor de Poseidón, y los moliones, que iban a tomar parte en los sacrificios.